# Joshua Richmond
Joshua Richmond (Sayre, 19 dicembre 1985) è un tiratore a volo statunitense, ha rappresentato gli Stati Uniti ai Giochi olimpici di Londra 2012 e ai Giochi olimpici di Rio de Janeiro 2016.

## Palmarès
- Giochi panamericani

Rio de Janeiro 2007: oro nel double trap